# Оценка соответствия
Оценка соответствия (conformity assessment) — прямое или косвенное определение соблюдения требований, предъявляемых к объекту.
В соответствии с ГОСТ ISO/IEC 17000-2012 (ISO/IEC 17000:2004) термин «оценка соответствия» определён как «доказательство того, что заданные требования к продукции, процессу, системе, лицу или органу, выполнены». Очевидно, что произошло существенное переопределение понятия. Кроме этого, сопоставление этого определения с английским текстом приводит к выводу, о некоторых имеющихся смысловых отличиях.
Результат оценки соответствия не следует рассматривать, как некое строгое доказательство того, что объект соответствует и всегда будет соответствовать установленным требованиям. Демонстрация соответствия может проводиться с разной степенью достоверности и убедительности в зависимости от потребности и возможностей.
Оценку соответствия следует рассматривать как последовательность трёх функций: «выбора» (selection), «определения» (determination) и «проверки и подтверждения соответствия» (review and attestation).

## Функции оценки соответствия
Функция выбора предусматривает планирование и подготовку действий, необходимых для реализации функции определения и функции проверки и подтверждения соответствия. Конкретный набор действий в процессе реализации функции выбора может варьироваться в широких пределах и зависит от объекта оценки соответствия:
- партия идентичных изделий (вода, расфасованная в бутылки, алюминий в слитках, аммиачная селитра в мешках, трубы и т. п.);
- объекты разной степени однородности (слиток аффинированного золота, руда золотосодержащая, вторичное сырьё, содержащее золото и т. п.);
- объекты нестабильные во времени (промышленные выбросы в атмосферу, сточные воды предприятия и т. п.);
- объекты опасные, ответственные или дорогостоящие (объекты ядерной энергетики, космические аппараты, мосты, наркотические вещества и т. п.);
- лаборатории или органы по сертификации (при аккредитации);
- технические объекты или сооружения (при инспекции);
- системы менеджмента;
- другое.

К действиям в процессе реализации функции выбора может быть отнесено:
- выбор документов, устанавливающих требования;
- выбор методики отбора и отбор проб (образцов);
- выбор способа транспортирования проб (образцов) и обеспечения их сохранности в неизменном виде до начала функции определения;
- выбор программы испытаний (инспекции, оценки, аудита), выбор, модификация или разработка новых методик испытаний, выбор перечня документов, изучаемых при реализации функции определения;
- выбор или установление правил принятия решений о соответствии (несоответствии) при реализации функции проверки и подтверждения соответствия.

Функция определения предусматривает получение информации об объекте оценки соответствия, необходимой для реализации функции проверки и подтверждения соответствия. К действиям в процессе реализации функции определения может быть отнесено:
- испытания (testing) образцов (проб) отобранных в процессе реализации функции выбора. ИСО 17000 определяет испытания как «определение одной или более характеристик объекта оценки соответствия согласно установленному способу осуществления». Некоторые виды испытаний имеют исторически сложившиеся названия: анализ (химический, микробиологический, элементный, вещественный, минералогический, изотопный и т. п.), измерения (физико-химические, радиационные, линейно-угловые, электрические и т. п.), исследования (металлографические, структурные, токсикологические и т. п.);
- инспекция (inspection) объектов с целью определения их соответствия заданным требованиям или на основе профессионального суждения общим требованиям. Инспекциям, как правило, подвергают единичные объекты (автомобили, суда, самолёты, мосты, аттракционы, турбины и т. п.);
- аудит (audit) — «систематический, независимый, и документированный процесс получения записей, фиксирования фактов или другой соответствующей информации и их объективного оценивания с целью установления степени выполнения заданных требований»;
- оценка органа на соответствие заданным требованиям, осуществляемая представителями других органов, входящих в группу (peer evaluation);
- изучение документов (например, результаты межлабораторных сравнительных испытаний, проектной документации, инструкций по эксплуатации и т. п.);

Функция проверки и подтверждения соответствия предусматривает на базе полученной информации об объекте оценки соответствия, в соответствии с заранее установленными (на стадии выбора) правилами, принятие решения о его (объекта) соответствии установленным требованиям. Функция включает в себя проверку (review) и собственно подтверждение соответствия (qualification). Смысл проверки (review) заключается в том, что перед подтверждением соответствия (qualification) необходимо проанализировать полученную на стадии определения информацию и убедиться в том, что она достаточна и непротиворечива. Если полученная информация позволяет принять решение, то проводится подтверждение соответствия (qualification), то есть выдача заявления о том, что выполнение заданных требований продемонстрировано (или не продемонстрировано). В случае, когда на основе полученной информации невозможно сделать обоснованного вывода, то следует вернуться к функции выбора, пересмотреть принятые в ходе реализации этой функции решения, и при необходимости повторить функцию определения, то есть получить новую, или уточнённую, или дополнительную информацию, достаточную для подтверждения соответствия (qualification).
Ещё одной дополнительной функцией в деятельности по оценке соответствия является инспекционный контроль. Объекты оценки соответствия могут менять свои характеристики во времени, во времени могут меняться потребности потребителя или измерительные возможности, поэтому может потребоваться периодическое повторение процедуры оценки соответствия (полностью или частично).

## Система оценки соответствия
Термин «система оценки соответствия» определяется ГОСТ ISO/IEC 17000-2012 (ISO/IEC 17000:2004) как «правила, процедуры и менеджмент для выполнения оценки соответствия». Системы сертификации могут действовать на международном, национальном и поднациональном уровне (то есть несколько систем сертификации в одной стране). Иначе решается вопрос о системах аккредитации. Международных систем аккредитации не существует. Существуют международные, региональные и национальные организации, объединяющие независимые органы по аккредитации, подписавшие многосторонние соглашения об эквивалентности результатов аккредитации. К таким соглашениям относятся:
- Международное сотрудничество по аккредитации лабораторий (ИЛАК);
- Международный форум по аккредитации (ИАФ);
- Европейская организация по аккредитации (ЕА);
- Азиатско-Тихоокеанское сотрудничество по аккредитации (АПЛАК);
- Межамериканское сотрудничество по аккредитации (ИААС).

В настоящее время ведётся работа по созданию ассоциации органов по аккредитации ЕврАзЭС.
Система аккредитации всегда возглавляется конкретным органом по аккредитации (ГОСТ ISO/IEC 17000-2012 (ISO/IEC 17000:2004) ). К сожалению, в России до настоящего времени господствует точка зрения, что орган по аккредитации обязательно должен входить в некую «систему аккредитации», возглавляемую каким-либо федеральным органом исполнительной власти, хотя это никак не вытекает из требований Закона о техническом регулировании.

## Стороны в оценке соответствия
В зависимости от того, кто проводит деятельность по оценке соответствия, различают деятельность трёх сторон. ИСО/МЭК 17000 определяет их следующим образом:
- «первая сторона» (лицо или организация, представляющие объект оценки соответствия);
- «вторая сторона» (лицо или организация, заинтересованные в объекте оценки соответствия как пользователи);
- «третья сторона» (лицо или организация, независимые от лица или организации, представляющих объект оценки соответствия, и от пользователя, заинтересованного в этом объекте).

К первой стороне относят производителя и продавца продукции, собственника или владельца объекта оценки соответствия (например, партии товара, предприятия, земельного участка, водного объекта, транспортного средства, лаборатории, здания, сточных вод, отходов и т. п.), работодателя (в части условий труда), государственные или муниципальные органы (при продаже объектов оценки соответствия, находящихся в государственной или муниципальной собственности, или предоставлении их в аренду или пользование, включая предприятия, здания, сооружения, водные ресурсы, лесные и земельные участки, недра, и т. п.), государственные предприятия и организации при оказании ими услуг (например, медицинских, технической инспекции), ассоциации и иные объединения производителей.
Ко второй стороне относят покупателей (сырья, материалов, комплектующих изделий и готовой продукции), потребителей, пользователей, организации, объединяющие потребителей, государственные органы (в части защиты интересов общества).
К третьей стороне относят органы по оценке соответствия, не являющиеся представителями первой или второй стороны.
В отношении различных объектов оценки соответствия один и тот же орган по оценке соответствия может выступать как представитель разных сторон.

## Формы оценки соответствия
Оценка соответствия осуществляется в различных "формах" (см. , ), в иных случаях определяемых как "виды" ("виды деятельности") ( п.2.1 прим.1).

### Перечень форм оценки соответствия
Согласно  ст.7 ч.3 оценка соответствия проводится в формах государственного контроля (надзора), испытания, регистрации, подтверждения соответствия, приемки и ввода в эксплуатацию объекта, строительство которого закончено, и в иной форме.
Упоминаются (см.  ст.144) также аккредитация, независимая оценка пожарного риска, производственный контроль, экспертиза.
Согласно , п.5.6 "аккредитация" понимается как подтверждение соответствия, применимое к органам по оценке соответствия, ввиду чего различается от сертификации (, п.5.5 прим.2).
ГОСТ 31893-2012 "Оценка соответствия. Система стандартов в области оценки соответствия", п.4.6 также указывает многие из форм оценки соответствия, перечисленные выше.

### Подтверждение соответствия
Под подтверждением соответствия, помимо  значения как функциональной части, этапа любой оценки соответствия, можно понимать и как оценку соответствия, проводимую по определенным принципам, правилам.
Развернутые положения о подтверждении соответствия изложены в , гл.4.
Отличительным для него является наличие итогового документа в форме заявления о том, что выполнение заданных требований доказано (, п.5.2), при этом заявление выдается третьей стороной (при сертификации или аккредитации) или дается первой стороной (при декларировании соответствия). 
Подтверждение соответствия  может иметь обязательный и добровольный характер. Обязательно подтверждение соответствия проводится в формах декларирования соответствия и обязательной сертификации, добровольное - только сертификации ( ст.20). 
Подтверждение соответствия или проводит орган по сертификации (сертификация), или проходит при его участии (декларирование соответствия), или проводит орган по аккредитации (аккредитация). Орган по сертификации понимается как имеющий аккредитацию в национальной системе аккредитации в соответствующей области аккредитации ( ст.2,  п.3). Орган по аккредитации обычно уполномочен на аккредитацию со стороны органов власти. 
Документы о подтверждении соответствия (сертификаты соответствия и декларации о соответствии) вступают в силу только после их регистрации в соответствующих реестрах. Приоритетными являются сведения о данных документах, получаемые из реестров (а не из их бумажных копий и даже оригиналов). 

### Экспертиза
Понятие об экспертизе как форме оценки соответствия присутствует в разных отраслях деятельности: в области промышленной безопасности, в строительстве и т.д.
В области промышленной безопасности понятие об экспертизе следующее:
- экспертиза промбезопасности проводится для установления соответствия требованиям промбезопасности (ст.2);
- объектами экспертизы промбезопасности являются как материальные объекты, так и документы (ст.13 ч.1);
- источниками требований промбезопасности является сам закон [5], нормативные правовые акты Президента РФ и Правительства РФ, изданные в соответствии с [5], федеральные нормы и правила в области промбезопасности, обоснование промбезопасности (ст.3);
- экспертизу проводит организация, имеющая соответствующую лицензию Ростехнадзора (на право проведения экспертизы промбезопасности) (ст.13 ч.2);
- экспертиза проводится по правилам, установленным федеральными нормами и правилами в области промбезопасности (ст.13 ч.3);
- результатом экспертизы является заключение, оформленное согласно федеральных норм и правил в области промбезопасности, которое может содержать вывод как о соответствии, так и о несоответствии объекта экспертизы требованиям промбезопасности (ст.13 ч.4);
- заключение экспертизы передается в Ростехнадзор и вносится им в реестр заключений экспертиз промбезопасности (ст.13 ч.5);
- Заключение экспертизы промбезопасности  может быть использовано лишь с даты внесения сведений о нем в реестр заключений промбезопасности (ст.13 ч.5).

#### Испытания
Испытание — определение одной или более характеристик объекта оценки соответствия согласно установленному способу осуществления. Способ осуществления испытания обычно описывается в документе типа «методика испытаний (анализа, измерений, исследования и т. п.)». В англоязычной терминологии термин «method» используется и в значении метод и в значении методика. Методика испытаний может включать в себя описание методики отбора проб, пробоподготовки, изготовления образцов, правила транспортирования и хранения и т. п. Методики испытаний могут быть оформлены в виде стандарта (национального, межгосударственного, международного, стандарта организации, иностранного и т. п.).
Закон РФ «О техническом регулировании» устанавливает, что испытания должны проводиться на основе договоров между органами по сертификации и испытательными лабораториями, что явно говорит о разделении функций и неучастии лабораторий в подтверждении соответствия.
Таким образом, испытания — это вид деятельности, который являясь частью процесса оценки соответствия, не является ни видом, ни формой оценки соответствия и тем более не является ни видом, ни формой подтверждения соответствия.

## Список литературы
- Федеральный закон от 27.12.2002 № 184-ФЗ "О техническом регулировании"
- Федеральный закон от 28.12.2013 № 412-ФЗ "Об аккредитации в национальной системе аккредитации"
- ГОСТ Р ИСО 9000-2015 "Системы менеджмента качества. Основные положения и словарь"
- ГОСТ ISO 9000-2011 "Системы менеджмента качества. Основные положения и словарь"
- ГОСТ ISO/IEC 17000-2012 "Оценка соответствия. Словарь и общие принципы"
- ГОСТ Р 1.12-2004 "Стандартизация в Российской Федерации. Термины и определения"
- ГОСТ ИСО/МЭК 17011-2009 "Оценка соответствия. Общие требования к органам по аккредитации, аккредитующим органы по оценке соответствия"
- ГОСТ Р ИСО 5725-1-2002 "Точность (правильность и прецизионность) методов и результатов измерений. Часть 1. Основные положения и определения"
- The ILAC Mutual Recognition Arrangement от 31.01.2001.
- ГОСТ 16504-81 "Система государственных испытаний продукции. Испытания и контроль качества продукции. Основные термины и определения"
- ГОСТ Р ИСО/МЭК 17065-2012 "Оценка соответствия. Требования к органам по сертификации продукции, процессов и услуг"
- ГОСТ Р ИСО/МЭК 17021-2012 "Оценка соответствия. Требования к органам, проводящим аудит и сертификацию систем менеджмента"
- ГОСТ ИСО/МЭК 17025-2009 "Общие требования к компетентности испытательных и калибровочных лабораторий"
- Методы оценки несоответствия средств защиты информации. Под.ред. А. С. Маркова. — М.: Радио и связь, 2012. — 192 с.